# Смоляк Богдан Федорович
Богдан Федорович Смоляк (нар. 27 вересня 1952 у м. Кам᾿янка-Бузька Львівської обл.) – український поет, прозаїк, есеїст, редактор, видавець, художник-колорист. Член Національної спілки письменників України. Лауреат літературних премій у царині поетичної і прозової творчості; має відзнаки за культурницьку і громадсько-політичну працю. 

## Життєпис
Народився в сім᾿ї ветеринарного лікаря Федора Смоляка (1919–2005) і кравчині Іванни Шпитко (1922–1993), з кінця 1950-х – одинокої матері чотирьох дітей. Закінчив Кам᾿янка-Бузьку восьмирічну, у 1969 році – Кам᾿янка-Бузьку середню школу № 1. 1969 року вступив на філологічний факультет Львівського університету (українське відділення), навчання в якому завершив, з перервою на армійську службу, 1978 року.
Протягом 1975–1993 років працював шкільним учителем, директором місцевої  бібліотеки, науковим співробітником Львівського історичного музею, спеціалістом відділу мистецтв Львівського облуправління культури. Відтак, поєднуючи кілька місць роботи, – виконавчим редактором львівського часопису «Просвіта», літературним редактором видавництв «Край» і «Камула», а також львівських часописів «Літературний Львів» і «Річ», відповідальним секретарем журналу «Дзвін» тощо. Був координатором Всеукраїнського конкурсу малої прози (Львів, 1994), співзасновником і співвидавцем літературного журналу одного автора «Морена» (1997–1998). Належав до літературно-мистецького кола «позадесятницького» журналу «Річ».
Член товариства «Просвіта»; входив до Кам᾿янка-Бузького осередку Народного Руху України, від якого балотувався кандидатом у депутати Львівської облради першого демократичного скликання (1990).
З 2003 року – член Національної спілки письменників України. Як поет, прозаїк, критик, літредактор, видавець і книгар упродовж десятиліть презентував свої книжки і сприяв презентації книжок інших авторів,  був учасником багатьох радіо- і телепрограм, літературних зустрічей, книжкових форумів тощо.
Одружений з Мирославою Левицькою (р. н. 1953), інженеркою-будівельницею;  у подружжя троє дітей: Олег, Володимир, Ольга.
Вийшовши на пенсію, провадить літературно-мистецьку творчу діяльність: пише поетичні й белетристичні твори, критичні статті й есеї, передмови, перекладає з польської поезії; редагує рукописи інших авторів; тісно співпрацює з редколегіями журналів «Дзвін» і «Золота Пектораль» (включно із сайтом другого) та інших літературно-мистецьких часописів, багато малює тощо.

## Творчість
Уперше оприлюднив свої вірші в університетській періодиці (1970). Час творення настроєвих поезій, прозових й есеїстичних текстів тривав до виходу у світ першої збірки поезій «Словник мовчання» (1995), характерної влучним метафоричним наповненням короткого вірша, некрикливою глибинністю розкриття різноманітних явищ як зовнішнього світу, так і власного єства, та неоднозначністю стосунків між ними, а також своєрідним збереженням таємниці недомовленого [2]. 
В інших книжках, зокрема в «Шепоті вічного снігу» (2004), виступив як поет виваженого, вишуканого, єдинодоречного, єдинодоцільного слова. Полюбляючи ориґінальні засоби, такі, як осмислена гра слів («сніги снігують у снігах», «ти сам, самотній, сам-один, такої самості не знав ще»), він, аскетично небагатослівний, дбає про глибинну суть сказаного [3].
Своєрідним підсумком, квінтесенцією попередніх п᾿ятнадцяти років його творчості став «Словник мовчання: Вибране» (2010), номінований на здобуття Літературної премії імені Павла Тичини, – одна з тих поетичних збірок, які втішають доторком до рідного, у національний ґрунт закоріненого слова, і нагадують нам, що й слово має корінь і що мусимо того кореня триматися, інакше бути нам безіменними − без коріння [4]. Вона привертає увагу тематичною й жанровою різноманітністю, містить розлогі сюжетні вірші і коротенькі дво- й чотирирядкові, у яких висловлена одна стисла думка. Попри всю різнотемність і різножанровість, усі твори мають спільне – своєрідний погляд автора на речі і явища навколишнього світу, ориґінальну образність і несподівані повороти думки. У художніх засобах чільне місце посідають порівняння й метафори [5].
З-поміж прозових творів Богдана Смоляка особливу увагу привертає психологічно-футурологічний роман «Віднайдене місто» (2014), прикметний філософічністю й певною утопійністю. Автор подав свій панорамний погляд на минуле й майбутнє. Про сьогодення читач неодмінно згадає сам, удавшись до симультанних порівнянь умов та обставин, які визначають логіку його теперішнього життя. М᾿який позачасовий гумор і ледь помітна ностальґія за майбутнім апелюють до здорового глузду сучасної людини [6].
2016 року вийшла друком збірка афоризмів «Альпінарій» – книжка з тих, що, як правило, свідчать про достатній життєвий та літературний досвід, професійний хист, заточений на лаконічний образний лад, та делікатне, аж до святості, ставлення до слова [7]. Тут читач знайде можливість для свого трактування як книжки загалом, так і конкретних афоризмів чи напучень із неї. Це, на думку Володимира Пашука, асоціація і запитань, і відповідей на них, і спонук до роздумів, і збудник відчуття неготовності до запропонованої форми вислову чи його змісту. Це запросини до незвичайного форуму розуму, душі й почуттів, до пошуку мудрості, гармонії, сенсу буття – світового і власного [8].
Загалом у творчому доробку письменника понад двісті різножанрових (поезія, проза, літературна критика, есеїстика) публікацій у періодиці (часописи «Березіль», «Буковинський журнал», «Дзвін», «Кур᾿єр Кривбасу», «Літературна Україна», «Літературний Львів», «Нові дні», «Поступ», «Просвіта», «Ратуша», «Річ», «Свобода», «Слово і час», «Сова», «Суботня пошта», «Україна», «Українська літературна газета», «Український засів», «Форма[р]т» тощо) й антологіях, зокрема поетичних добірок у перекладі німецькою (див. Kerben der Zeit. Ukrainische Lyrik der Gegenwart. – BV, 2003), польською (див. Сім пагорбів. – Львів: Простір-М, 2014; Jak podanie ręki. – Poznań: Libra, 2015) та болгарською (див. Вільний вітер. – Харків: Майдан, 2017) мовами.Редактор (також/або виступив як автор/співавтор ідеї, упорядник, автор коментарів і автор передмови деяких друків) близько ста ориґінальних художніх, перекладних та краєзнавчих видань, у тому числі: моноавторських – М. Рильського, В. Симоненка, Павла Федюка, Яромира Лишеґи, М. Кришталович-Содомори, М. Барабаша, Б. Білінчука, Л. Воловця, О. Гордона, В. Дітчук, Ґ. Добренько, О. Дяка, Б. Дячишина, Б. Жураковського, І. Забавки, В. Карачинцева, Л. Кицея, Н. Ковалик, Л. Косановської, В. Костжеви, Ю. Курташ-Карп, Н. Мориквас, С. Мудрик, Ю. Николишина, І. Павлюка, В. Палинського, В. Пашука, Г. Скірської, Н. Скосаревої, Г. Ткалі, Р. Цьоми, Н. Черкес, І. Ясенівського; збірно-антологічних – «Світанок над Бугом» (2005), «Поезії засвічена зоря» (2017); альбомних – «Личаківське кладовище. Львівський некрополь» (1998), «Елегії Львова» (2003), «Тарас Шевченко на Львівщині. Із скульптурної Шевченкіани» (2004), «Книга талантів Кам᾿янеччини» (2016), «Поезії і прози голоси» (2021), «Жовто-блакитна любов» (2022).
Про творчість Богдана Смоляка писали Євген Баран, Олег Василишин, Левко Воловець, Богдан Волошин, Анна-Галя Горбач, Надія Гаврилюк, Василь Ґабор, Леся Демська, Роман Дідула, Богдан Дячишин, Ігор Зіньчук, Олександр Климчук, Роман Кудлик, Надія Мориквас, Юрій Мушкетик, Юрій Николишин, Віктор Палинський, Володимир Пашук, Володимир Півень, Святослав Праск, Богдан Рокетський, Мар᾿яна Романенко, Андрій Содомора, Микола Зимомря, Олександр Масляник, Ігор Фарина, Богдан Чепурко.

## Твори

### Збірки поезій
«Словник мовчання». – Львів: Логос, 1995, 56 с.
«Осіння мітологія». – Львів: Морена, 1997, 12 с.
«Дерево, що крокує». – Львів: Сполом, 2001, 56 с.
«Шепіт вічного снігу». – Львів: Сполом, 2004, 80 с.
«Словник мовчання: Вибране». – Львів: Апріорі, 2010, 348 с.; повторено в тиражованому дискоантології «Галицький Золотослов» – 2012; номінація на здобуття Літературної премії імені Павла Тичини
«Інтерлюдія». – Львів: Сполом, 2015, 32 с.
«У самозреченні творящі». – Львів: Тріада плюс, 2017, 68 с.
«Істотність». – Львів: Камула, 2023, 48 с.
«Поцілунки», збірка ліричних поезій польської класикині Марії Павликовської-Ясножевської в перекладі українською – Львів: Простір-М, 2023, 170 с. 

Проза [ред. | ред. код]
«Далія», повість – журнал «Кур᾿єр Кривбасу», 1997, № 87–90
«Неосоромний океан», повість – журнал «Дзвін», 2003, № 8
«Любов узимку», повість – журнал «Пектораль», 2007, № 1–2
«Дерево життя», книга-діалог – Львів: Камула, 2008, 208 с. (у співавторстві з М. Голубцем)
«Телефонне убивство», детективна повість – Львів: Тріада плюс, 2009, 88 с. (у співавторстві з Антоном Ліончином)
«Віднайдене місто», психологічно-футурологічний роман – журнал «Дзвін», 2014, № 6; е-бібліотека «Чтиво»
«Моцарт, господар, інші» – е-бібліотека сайту «Буквоїд»
(Усі вищезазначені прозові тексти повторено в тиражованому дискоантології «Галицький Золотослов», 2012)
«Подаруй мені ляпаса», пригодницька повість – верстка, Львів, 2020, 148 с.
Інше [ред. | ред. код]
«Альпінарій», збірка афоризмів – Львів: Камула, 2007, 32 с.; Харків: Майдан, 2016, 134 с.
«Енергія ориґінальності / Поезія Ярослави Павличко /: Троєслов літературний», літературний портрет. – Львів: Камула, 2013, 32 с.
«Патичеллі, або Видатний художник Володимир Патик зблизька», збірка інтерв᾿ю з художником і його симпатиками – Львів, 2013, 40 с.
«Наближення до сокровенного. Роздуми, інтерпретації, пригади», збірка філософської й літературно-мистецької есеїстики – верстка, Львів, 2020, 336 с.
«Моя найбільша війна. Рік 2022: роздуми і відчуття», е-книга – сайт «Золота пектораль», 2022, 25 публікацій
«Дарунки долі. Рік 2023», е-щоденник роздумів-афоризмів – сайт «Золота Пектораль», 2023, 6 публікацій
Нагороди і відзнаки [ред. | ред. код]
2012 – Міжнародна літературна премія «Тріумф» ім. М. Гоголя, за книгу поезій «Словник мовчання. Вибране»
2013 – Всеукраїнська літературна премія імені Ірини Вільде, друга премія за повість «Любов узимку» 

Джерела[ред. | ред. код]
Струмок, що вірує у Буг // Бібліографічний покажчик. – Кам᾿янка-Бузька: РЦБС, 2007, 44 с.
Богдан Дячишин. Думне слово Богдана Смоляка: Збірка есеїв. – Львів: Апріорі, 2017, 88 с.
Богдан Смоляк. Переступити цей спориш… Спроба саможиттєпису // Світанок над Бугом. Із літературної скарбниці Кам᾿янеччини. – Львів, 2005, с. 247–249
Богдан Смоляк. Те, що насправді моє // Дещо про… – Львів: Тріада плюс, 2018, с. 710–733
Святослав Праск. Пройти попід безоднею… // Скарби Надбужжя: Літ.-краєзн. збірник. – Львів, 1999, с. 149
Євген Баран. «І кожне у тобі побачить брата» // Березіль, 2008, 11–12, с. 96
Вікор Палинський. Дерево, що крокує // За вільну Україну, 2001, 28 травня
«Тремом повітря себе передав…»: Перед. слово // Богдан Смоляк. Шепіт вічного снігу. – Львів, 2004, с. 3–4
Віктор Палинський. Дивна поезія словникового мовчання // Дзвін, 2012, № 9, с. 144–147
Андрій Содомора. «І квапиться душа додому…» // Слово і Час, 2011, № 8
Левко Воловець. Сила слова – крізь мовчання // Дзвін, 2011, № 4
Богдан Дячишин. Доторк до поезії серця // Літ. Україна. 2016, 14 січня